# Tomasz Grodzki

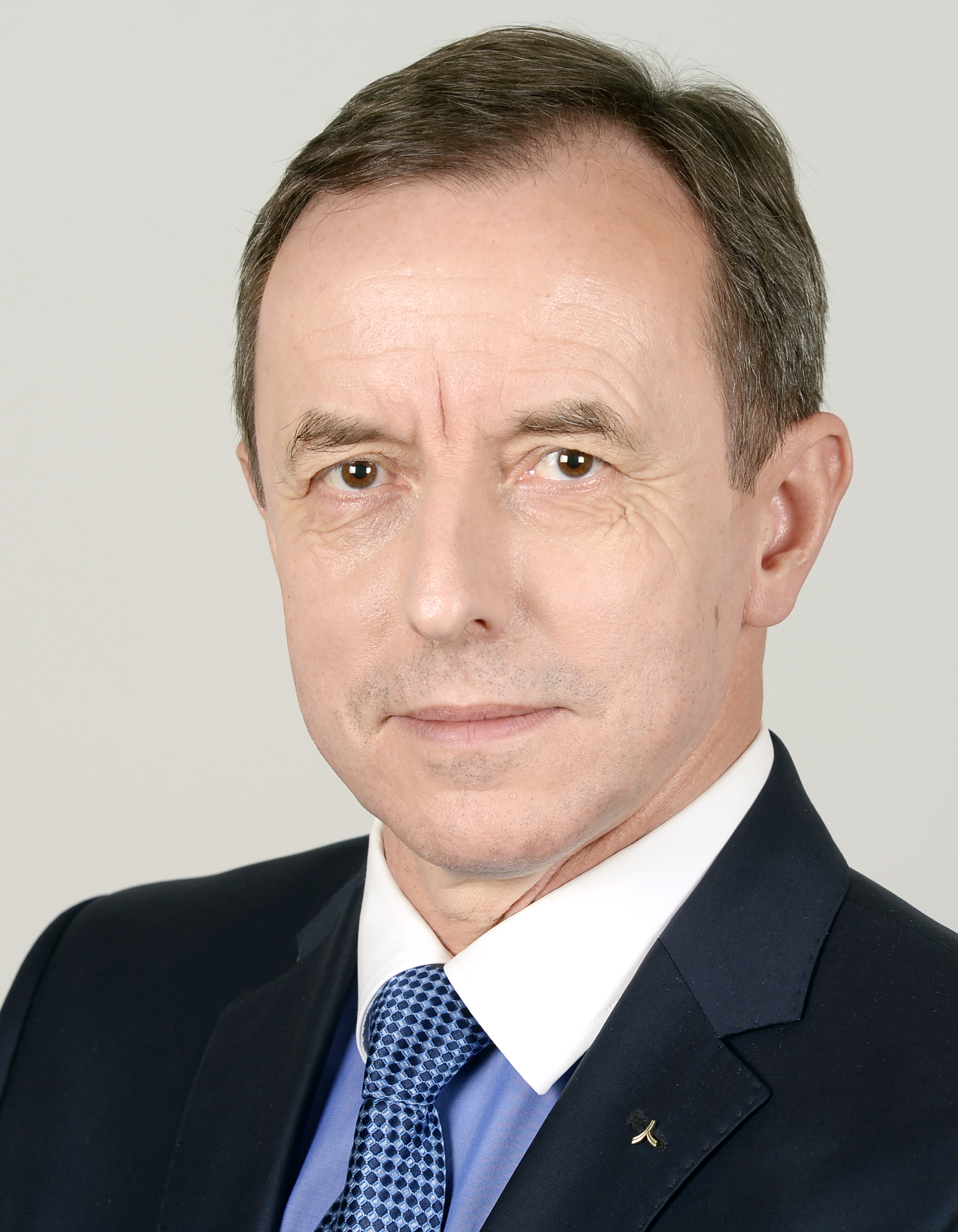
Tomasz Grodzki 2015

Tomasz Paweł Grodzki (* 13. Mai 1958 in Stettin) ist ein polnischer Chirurg und Politiker (PO), Professor für Medizinwissenschaften sowie Senator der 9., 10. und 11. Wahlperiode im polnischen Senat, dessen Marschall und somit Vorsitzender er zwischen dem 12. November 2019 und 2023 war.

## Beruf und Persönliches
Grodzki ist Absolvent der Zweiten Oberschule in Stettin (1977) und der Pommerschen Medizinischen Universität in Stettin (1983). An derselben Universität promovierte er 1991 (basierend auf der Dissertation mit dem Titel „Bewertung der Auswirkungen der totalen Pleuraresektion auf die Beatmung aufgrund eines wiederkehrenden idiopathischen Pneumothorax“) und 2003 (basierend auf der Dissertation mit dem Titel „Bewertung ausgewählter Parameter des Atmungssystems nach einer Operation der Lappenentfernung im Vergleich zur Lungensegmententfernung mit dem Radioisotopen“). Im Jahr 2010 erhielt er den Titel eines Professors der Medizinwissenschaften.
Er hat 1991 einen Abschluss als Facharzt für Thoraxchirurgie erworben und befasst sich auch mit Lungentransplantation. Er ist Mitglied zahlreicher nationaler und internationaler Organisationen von Chirurgen, unter anderem wurde er als erster Pole in die „American Association for Thoracic Surgery“ aufgenommen. Er praktizierte professionell im „Fachkrankenhaus Prof. Alfred Sokołowski“ in Stettin, wurde 1995 Leiter der Abteilung für Thoraxchirurgie und 1998 Direktor dieser Einrichtung. Diese Funktion hatte er bis 2016 inne.
Tomasz Grodzki ist mit der Augenärztin Joanna Grodzka verheiratet und hat mit ihr zwei Töchter.
2014 wurde er mit dem Kavalierskreuz des Polonia-Restituta-Ordens ausgezeichnet.

## Politische Laufbahn
Bei den Kommunalwahlen 2006, 2010 und 2014 wurde er auf der Liste seiner Partei, der Bürgerplattform, zum Stadtrat von Stettin gewählt. 2014 kandidierte er zum Europäischen Parlament und erhielt 26.863 Stimmen, was jedoch erfolglos blieb.
Bei der Parlamentswahl in Polen 2015 kandidierte er für die Bürgerplattform im Wahlkreis Nr. 97 zum Senat. Er erhielt das Mandat des Senators für die 9. Wahlperiode mit 69.887 Stimmen.
Zur Parlamentswahl in Polen 2019 wurde er als Kandidat der neugegründeten Bürgerkoalition wieder in den Senat gewählt und erhielt dabei 149.245 Stimmen. Am 12. November 2019 wurde er als gemeinsamer Oppositionskandidat von der Bürgerkoalition, dem Wahlbündnis unter der Polnischen Volkspartei und dem Wahlbündnis unter dem Bund der Demokratischen Linken für die Position des Senatsmarschalls der 10. Wahlperiode mit einer Mehrheit von 51 gegen 48 Stimmen gewählt.
Bei der Parlamentswahl 2023 hat er seinen Wahlkreis mit 181.95 Stimmen gewonnen und seinen Platz im Senat verteidigt. Als seine Nachfolgerin auf dem Posten des Senatsmarschalls wurde seine Parteikollegin Małgorzata Kidawa-Błońska gewählt.